# بنجامين مايرز
بنجامين مايرز (بالإنجليزية: Benjamin Myers)‏ هو أكاديمي أسترالي، ولد في 10 مايو 1978.